# Línia EP1 d'autobusos de l'Àrea Metropolitana de Barcelona
La línia EP1 d'autobusos de l'Àrea Metropolitana de Barcelona és una línia urbana d'Esplugues de Llobregat gestionada per Soler i Sauret. Actualment, comença el seu recorregut a l'Hospital Sant Joan de Déu, passa pels barris espluguencs de Finestrelles, Centre, Can Clota, Ca n'Oliveres, Can Vidalet, la Plana, la Mallola i la Miranda, on acaba en la confluència dels carrers Dr. Gimeno i de l'Est. En l'actualitat, té un tram comú amb l'altra línia urbana d'Esplugues, l'EP2 entre Laureà Miró - Nord i Av. de la Miranda - Pl. de la Constitució.
Compta amb cinquanta-quatre parades, algunes de les quals tenen enllaços a altres transports com autobusos de TMB, autobusos interurbans, Metro o TRAM. La seva freqüència de dilluns a dissabtes és de 15 minuts (10 minuts a hora punta) i els festius de 30 minuts.
Els seus horaris són:
- Feiners excepte agost: De 06:30 h a 21:40 h.
- Dissabtes i feiners d'agost: De 8:30 h a 21:10 h.
- Festius: De 08:45 h a 20:45 h.

## Història
Els primers incisos sobre establir una línia urbana a Esplugues de Llobregat la trobem a la pàgina 32 del diari La Vanguardia del 13 de gener del 1977. L'alcalde d'aleshores, el Sr. Català i Soler, va convocar una roda de premsa per presentar un projecte d'autobús urbà a la població, com els que ja hi havia a les poblacions veïnes de Sant Joan Despí o Sant Feliu de Llobregat.

### Primer Esplubús (1977 - 1993)
La veritable història del bus urbà comença l'1 de juny de 1977 quan el president de l'Entitat del Transport Metropolità, Joan Torres i l'alcalde d'Esplugues, Antoni Pérez Garzón el van presentar a la Plaça Santa Magdalena. Estava explotada per autobusos blanc-i-blaus i tenia una freqüència de 45 minuts que connectava en forma de circumval·lació els barris d'Esplugues que carien de transport públic amb els llocs més importants de la ciutat i l'estació de metro de la Zona Universitària. El bitllet costava 115 pessetes.
| Nº | Nom de la Parada                                      | Barri           |
| -- | ----------------------------------------------------- | --------------- |
| 1  | Plaça Secretari Oliva                                 | La Miranda      |
| 2  | Plaça de la Constitució                               | La Mallola      |
| 3  | Plaça de les Moreres                                  | El Centre       |
| 4  | Laureà Miró (Ajuntament)                              | El Centre       |
| 5  | Avinguda d'Isidre Martí (Ambulatori)                  | La Plana        |
| 6  | Carretera de Cornellà (Mercat de la Plana)            | La Plana        |
| 7  | Plaça de la Sardana                                   | La Plana        |
| 8  | Bruc                                                  | La Plana        |
| 9  | Mestre Joan Corrales - Rovellat                       | La Plana        |
| 10 | Francesc Llunell (Poliesportiu La Plana)              | La Plana        |
| 11 | Plaça del Sol                                         | La Plana        |
| 12 | Camí de Can Boixeres                                  | Can Clota       |
| 13 | Camí de Can Nyac                                      | Can Clota       |
| 14 | Molí (Metro Can Vidalet)                              | Can Vidalet     |
| 15 | Molí (C. F. Can Vidalet)                              | Can Vidalet     |
| 16 | Laureà Miró (Ronda de Dalt)                           | Can Clota       |
| 17 | Laureà Miró (Can Clota)                               | Can Clota       |
| 18 | Avinguda dels Països Catalans (Residència Blume)      | El Centre       |
| 19 | Carretera d'Esplugues (Parc de Cervantes)             | Barcelona       |
| 20 | Hospital Sant Joan de Déu                             | Finestrelles    |
| 21 | Joan Miró (Escola Isabel de Villena)                  | Finestrelles    |
| 22 | Plaça Doña Carolina (Torre dels Lleons)               | Ciutat Diagonal |
| 23 | Avinguda de Jacint Esteva Fontanet (Col·legi Alemany) | Ciutat Diagonal |
| 1  | Plaça Secretari Oliva                                 | La Miranda      |

### Esplubús a Sant Just (1993 - 2005)
El 4 de desembre de 1993 l'Esplubús canvia el seu recorregut per endinsar-se al municipi veí de Sant Just Desvern. El recorregut era el mateix però en arribar a la Plaça de la Constitució continuava per Via Augusta i Sant Josep Canigó, i després per Bonavista i Major.